# إزرنية
إزِرنِيَة أو (نقحرة: إزيرنيا) (بالإنجليزية: Isernia)‏، هي بلدية في منطقة مليزة جنوب إيطاليا، وعاصمة مقاطعة إزِرنِية.

## السكان
في سنة 1861 بلغ عدد السكان 8٬844 نسمة، وتطور العدد ليصل في سنة 2018 لـ 21٬666 نسمة.
يظهر هذا المخطط البياني تطور النمو السكاني لـ إزِرنِية

## توأمة
لإزِرنِية اتفاقيات توأمة مع:
- دوز